# Видео асистент рефер (VAR)
Видео асистент рефер (на английски: Video assistant referee, съкратено VAR), е техническо средство в помощ на съдийството във футбола.
То е официално признат видеопомощник във футболен двубой, одобрен от ФИФА, с чиято помощ се преглеждат решенията, взети от главния съдия, като се използват видеозаписи и аудиокомуникация между одобрени и обучени за използването му екип от футболни съдии и полевия главен съдия на мача.
Целта е да се сведат до минимум човешките грешки, причиняващи значително влияние върху резултатите от футболния двубой.
След обширни и продължителни изпитания в редица големи футболни двубои VAR е включен за първи път в футболния кодекс „Правила на играта“ от Висшия съвет на Международната футболна асоциация (IFAB) през 2018 г.
Използването на системата е на принципа „минимална намеса, максимална полза“, като VAR се стреми да осигури начин за коригиране на „ясни и очевидни грешки“ и „сериозни пропуснати инциденти“ по време на мач.

## Процедура
VAR има 4 основни категории, чиито решения могат да бъдат преразгледани:
*Гол / Няма гол - атакуващият отбор извършва нарушение, топката е излязла извън очертанията, засада, игра с ръка, нарушения и нарушения по време на изпълнението на наказателни удари (дузпа).
*Наказание / Липса на наказание - атакуващият отбор извършва нарушение, топката е извън игра, място на нарушението, неправилно присъждане, нарушението не е дадено.
*Директен червен картон - отказ от очевидна възможност за отбелязване на гол, сериозно нарушение, насилствено поведение (хапане), спъване, плюене, използване на обиден език или жестове. Всички директни червени картони подлежат на преглед.
*Грешна самоличност - при присъждане на червен или жълт картон.

## Решения
Екипът на VAR, разположен в специално обособена видео-операционната зала (VOR), веднага автоматично проверява всяко съдийско решение, попадащо в четирите описани по-горе категории, подлежащи на проверка. Ако VAR не установи грешка по време на проверката, това се съобщава на съдията посредством аудиокомуникация. Това се нарича „тиха проверка“ и не изисква допълнителни действия, обикновено не предизвиква забавяне на играта.
Понякога проверката на VAR може да доведе до забавяне на играта, докато VAR установява дали е възникнала възможна грешка. Реферът може да забави подновяването на играта, като посочва с ръка към ухото, че тече текуща проверка.
Забавянията заради преглеждането на VAR системата обичайно се добават от главния съдия към редовното време.